# Lago Redondo
El lago Redondo (en occitano: Redon) es un lago de origen glaciar situado a 2234 metros de altitud en el municipio de Viella y Medio Arán en la comarca del Valle de Arán. 
Las aguas del lago Redondo alimentan al barranco de la Ribèra de Conangles y este a su vez al río Noguera Ribagorzana cerca de la cabecera del mismo.
Coronando el lago Redondo se encuentran los picos del Puerto de Viella y Tuc de Sarrahèra, en sus proximidades está instalada una estación meteorológica del Servicio Meteorológico de Cataluña.